# Opus majus

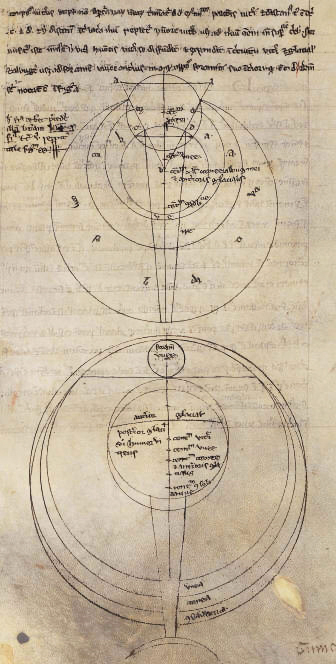
Estudo sobre óptica na Opus majus de Roger Bacon (1267).

A Opus majus (em latim o equivalente de A Obra principal) é o título dado a um conjunto de livros e capítulos manuscritos em latim pelo filósofo, teólogo, cientista e frade franciscano inglês Roger Bacon (1214 - 1294).
O manuscrito, com uma carta pessoal dedicada ao papa, foi enviada a Roma no ano de 1267, em resposta a um pedido pessoal do papa Clemente IV, de seu nome Guido Le Gros Foulques, que conhecera anos antes como Cardeal, quando foi enviado a Inglaterra, pelo papa Urbano IV, para mediar conflitos entre o rei Henrique III e os barões ingleses. Nessa altura Roger Bacon ainda estava em Oxford.

Opus maius

Ao longo de várias centenas de páginas, a Opus majus trata do conhecimento, da teologia, da filosofia, da lógica e das ciências da natureza.
O conjunto de mais de uma centena de capítulos está organizado em 7 partes:
- A Parte Iª analisa as quatro causas de toda a ignorância humana que se torna um obstáculo para chegar à verdadeira sabedoria e à verdade.
- A Parte IIª trata das relações entre a filosofia e a teologia, as disciplinas que rematam o edifício do conhecimento.
- A Parte IIIª aborda a questão da linguagem, em particular o estudo das línguas como o latim, o grego, o hebraico e o árabe, como base de importantes conhecimentos para compreender a Bíblia.
- A Parte IVª está dedicada à matemática, considerada a chave de todas as ciências, pois todas precisam delas. Descreve e analisa as relações entre a matemática e a astronomia, a geometria, a física, a geografia e a astrologia. Nas aplicações dos conhecimentos matemáticos em relação à teologia investiga o cômputo litúrgico da Páscoa, identifica os erros já então conhecidos e faz propostas concretas para uma reforma do calendário
- A Parte Vª estuda as questões de óptica, os princípios da visão, os seus órgãos e funcionamento, analisa as características da imagens vistas directamente e finalmente a reflexão da luz e as lentes.
- A Parte VIª é uma das parte mais originais de todo este trabalho e trata das ciências experimentais, abordando problemas como a cor, a geometria no espaço; refere-se à alquimia, ao fabrico da pólvora, antecipa invenções como o microscópio, telescópios, óculos, máquinas voadoras e barcos a vapor.
- A Parte VIIª encerra esta obra com o estudo da filosofia moral, como o objectivo de estudar o bem e o mal nas acções humanas, na sua relação com Deus, a religião, com os outros, a moral cívica, e consigo próprio, a moral pessoal.